# Bannwart

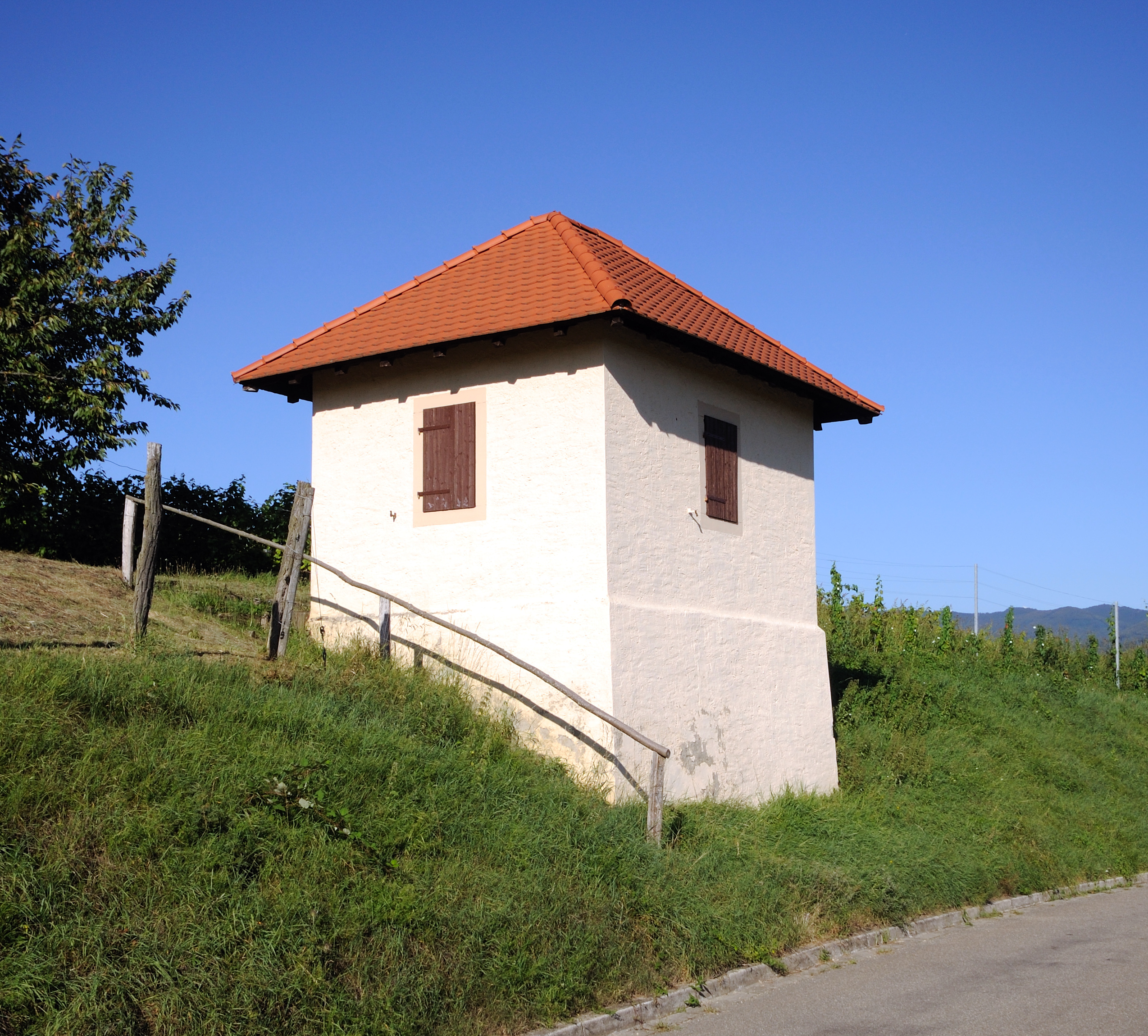
Bammerthäuschen

Bannwart ist die im alemannischen Sprachraum verbreitete Bezeichnung für einen Flur-, Wald- oder Rebhüter, also eine offizielle Aufsichtsperson im ländlichen Bereich. Neben der hochdeutschen, in der  schweizerischen Schriftsprache gebräuchlichen Bezeichnung Bannwart stehen dialektale Bezeichnungen wie Bammert, Ba(a)wart, Baiwe(r)t, Bauert und Ähnliches.
Der Bannwart entspricht sachlich in vielem einerseits dem norddeutschen Büttel, anderseits bezüglich des Forstwesens einem heutigen dem Förster unterstellten Gruppenleiter.

## Aufgaben des Bannwarts in Gegenwart und jüngerer Vergangenheit

### Weinbau
In Weinbaugebieten hatte der Bammert oder Räbbammert oder Trüübelbammert hauptsächlich die Aufgabe, die reifen Trauben in den Weinbergen vor der Vernichtung durch Vogelschwärme (insbesondere Stare) zu schützen. Dies geschah durch den Einsatz von lauten Rasseln oder durch das Fangen eines Vogels, dessen Geschrei die anderen vertrieb. Die Dienstzeit des Bammert war begrenzt von der Reife der ersten Trauben bis zum Ende der Weinlese, also von etwa Anfang September bis Mitte/Ende Oktober. Der Bammert wurde meist nicht von der Gemeinde, sondern von den öffentlich-rechtlichen Status genießenden Körperschaften der Landbesitzer (in der Schweiz z. B. Genossamen, Markgenossenschaften, Korporationen) eingesetzt.
Heute existieren keine offiziellen Bammerte mehr. Die Aufgabe wird durch die örtlichen Winzer versehen. Sie handeln ehrenamtlich mit offizieller Genehmigung. Neben der Vertreibung von Vögeln hat sich das Aufgabengebiet erweitert. Vor allem an Wochenenden müssen Touristen und Wanderer aus den ab Anfang September geschlossenen Weinbergen ferngehalten werden, da diese durch Mundraub ebenfalls erhebliche Schäden verursachen können.
In der alemannischen Fastnacht ist der Räbbammert ein Narrenhäs (Narrenkostüm). Er stellt bei der Offenburger Hexenzunft eine zentrale Figur der Fasnacht/Fasent dar.
Auf den Räbbammert gemünzt sind Bammertsprüche wie: Bammert, Bammert mit em Spiëß, d’ Trüübli di sin zuckersiës, d’ Öpfel die sin suur, der Bammert isch e Lumbebuur („Bammert, Bammert mit dem Spieß, die Trauben die sind zuckersüß, die Äpfel die sind sauer, der Bammert ist ein Lumpenbauer“).

### Forstwirtschaft
Der Bannwart war bis in die jüngere Zeit hinein in der ganzen deutschen Schweiz ein Angestellter in der Forstwirtschaft; amtlich gibt es ihn heute nur noch im Kanton Appenzell Innerrhoden. Er war dem Förster untergeordnet, war dessen örtlicher Stellvertreter und damit für einen bestimmten Wald zuständig. Im Speziellen hatte er auch die Funktion eines Waldhüters.

### Wasserwirtschaft
Im Berner Oberaargau hatte der Wässerbammert die Aufsicht über die Bewässerungsanlagen.

### Alpwirtschaft
Im Kanton Nidwalden bezeichnet Baiwert den Vorsteher beziehungsweise die Aufsichtsperson einer Gemeinalp.

### Niederer kommunaler Ordnungsdienst
Seit dem späten 20. und dem frühen 21. Jahrhundert werden in etlichen Gemeinden des unteren Baselbiets neue Bannwart-Stellen geschaffen. Ein solcher Bannwart kontrolliert die Einhaltung kommunaler und kantonaler Vorschriften im Bereich Abfallentsorgung, Hundehaltung und ähnlich und hat die Kompetenz, Verstöße beim Gemeinderat anzuzeigen.

## Historisches
Der Bannwart hat historisch gesehen die Funktion, im Auftrag einer Grundherrschaft die Einhaltung der obrigkeitlichen Vorschriften zu überwachen, und nahm hierzu auch untergeordnete Amtsfunktionen wahr. Bann bedeutet ursprünglich obrigkeitliches Gebot oder Verbot unter Strafandrohung. Die modernen Aufgaben als Aufsichtsperson in Rebberg, Wald und Flur machen dies noch deutlich. Schon vor 1800 verloren gegangen ist die spätmittelalterliche Funktion des Bannwarts als Bote beziehungsweise als Gerichtsdiener.

## Familiennamen
Die Funktion des Bannwarts hat sich im Gebiet der heutigen Schweiz und Südwestdeutschlands zuerst als Beiname und schließlich als Familienname verfestigt; die Namenkunde spricht von einem sogenannten Berufs- beziehungsweise Amtsnamen.
In der Schweiz herrscht die Form Bannwart (schon vor 1800 eingesessen in den Kantonen Bern, Luzern, Obwalden, St. Gallen, Solothurn, Thurgau), in Baden Bannwarth (stark vertreten in den Landkreisen Emmendingen, Lörrach und Waldshut) vor. Dialektale Formen, die als Familiennamen auftreten, sind etwa Bammert (in der Schweiz schon vor 1800 im Kanton Luzern; in Baden-Württemberg stark vertreten in den badischen Landkreisen Breisgau-Hochschwarzwald, Emmendingen und Schwarzwald-Baar-Kreis sowie in der Stadt Freiburg i. Br. beziehungsweise in den württembergischen Landkreisen Alb-Donau-Kreis, Biberach und Ravensburg), Bamert (schon vor 1800: Kanton Schwyz) und Bauert (schon vor 1800: Kanton Zürich; aus dialektgeographischen Gründen allerdings unsicher, ob zu Bannwart gehörig).